# RT-21M Pioner

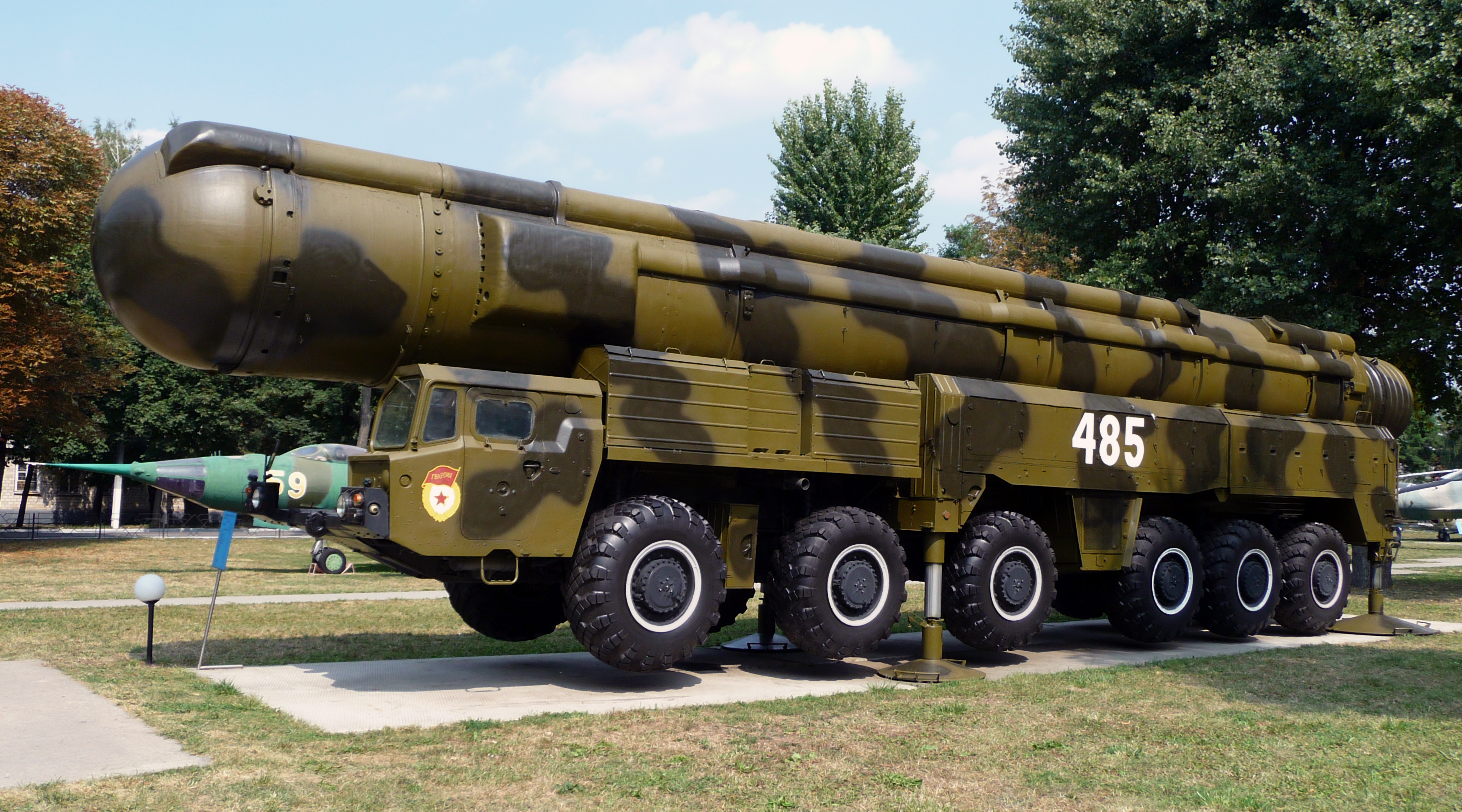
RT-21M Pioner

RSD-10 Pioner (rusă: ракета средней дальности (РСД, tr.:RSD) «Пионер»; română: rachetă cu rază medie de acțiune "Pionier"; DIA: SS-20, NATO: Saber) a fost o rachetă balistică cu rază medie de acțiune cu focos nuclear care s-a aflat în serviciul Uniunii Sovietice din 1976 până în 1988. A fost retrasă din serviciu în urma Tratatului privind forțele nuclear cu rază medie de acțiune.